# Гостиля
Гостиля (болг. Гостиля) — село в Болгарии. Находится в Плевенской области, входит в общину Долна-Митрополия. Население составляет 274 человека.

## Политическая ситуация
В местном кметстве Гостиля, в состав которого входит Гостиля, должность кмета (старосты) исполняет Мариана Иванова Романова (Болгарская социалистическая партия (БСП)) по результатам выборов.
Кмет (мэр) общины Долна-Митрополия — Александр  Пенков Печеняков (Болгарская социалистическая партия (БСП)) по результатам выборов.